# Николо-Греческий монастырь
Никола́евский гре́ческий монасты́рь (иначе Никольский монастырь, Никола Старый) — один из древнейших монастырей Москвы, основан в XIV веке. Находился недалеко от Печатного двора в Китай-городе, на улице, получившей по нему название Никольской.

## История
Николо-Греческий монастырь находился на посаде Москвы уже в конце XIV века, когда ещё не было стены Китай-города, и прилегающая к восточной стене Кремля территория называлась посадом — у подножия городской крепости «садились», то есть селились ремесленники и торговцы. Вероятно, в те годы монастырь находился подле Богоявленского монастыря.
Доподлинно неизвестно кем и когда был основан этот монастырь. Первое упоминание о нём относится к 1390 году, в связи с визитом в Москву из Константинополя митрополита Киприана, с сопровождавшими его греческими монахами. Здесь митрополит, готовясь к торжественной встрече с великим князем Василием I, вместе с прибывшими священнослужителями облачился «у Николы Старого» в архиерейские облачения, и с крестным ходом они направились отсюда в Кремль, в Успенский собор.
Есть сведения, что в монастыре Николы Старого некоторое время провёл в заключении митрополит Филипп (Колычев), рассказывают, что царь Иван Грозный приказал отрубить голову племяннику его Ивану Борисовичу Колычеву, зашить в кожаный мешок и принести к Филиппу. «Вот твой сродник, — сказали ему, — не помогли ему твои чары».
После чего митрополит был официально низложен и, после недолгого пребывания в китайгородском Богоявленском монастыре, сослан в тверской Отроч монастырь.
В Никольском монастыре традиционно останавливались прибывавшие в Москву из Византии и Греции монахи и путешественники. В середине XVII века после передачи в Москву из Афонского Иверского монастыря списка Иверской иконы Богоматери Никольская обитель была пожалована царём Алексеем Михайловичем афонитам.
Монастырь не раз страдал во время пожаров Москвы в XVIII веке. Он продолжал оставаться средоточием греческой и балканской диаспоры в Первопрестольной. К 1737 году собор «Никола Большие главы» был перестроен на средства молдавских князей Кантемиров, которые сделали его своей усыпальницей. В частности, здесь был похоронен поэт Антиох Кантемир. В 1812 году храм был разграблен и поврежден наполеоновскими солдатами, но после войны восстановлен.

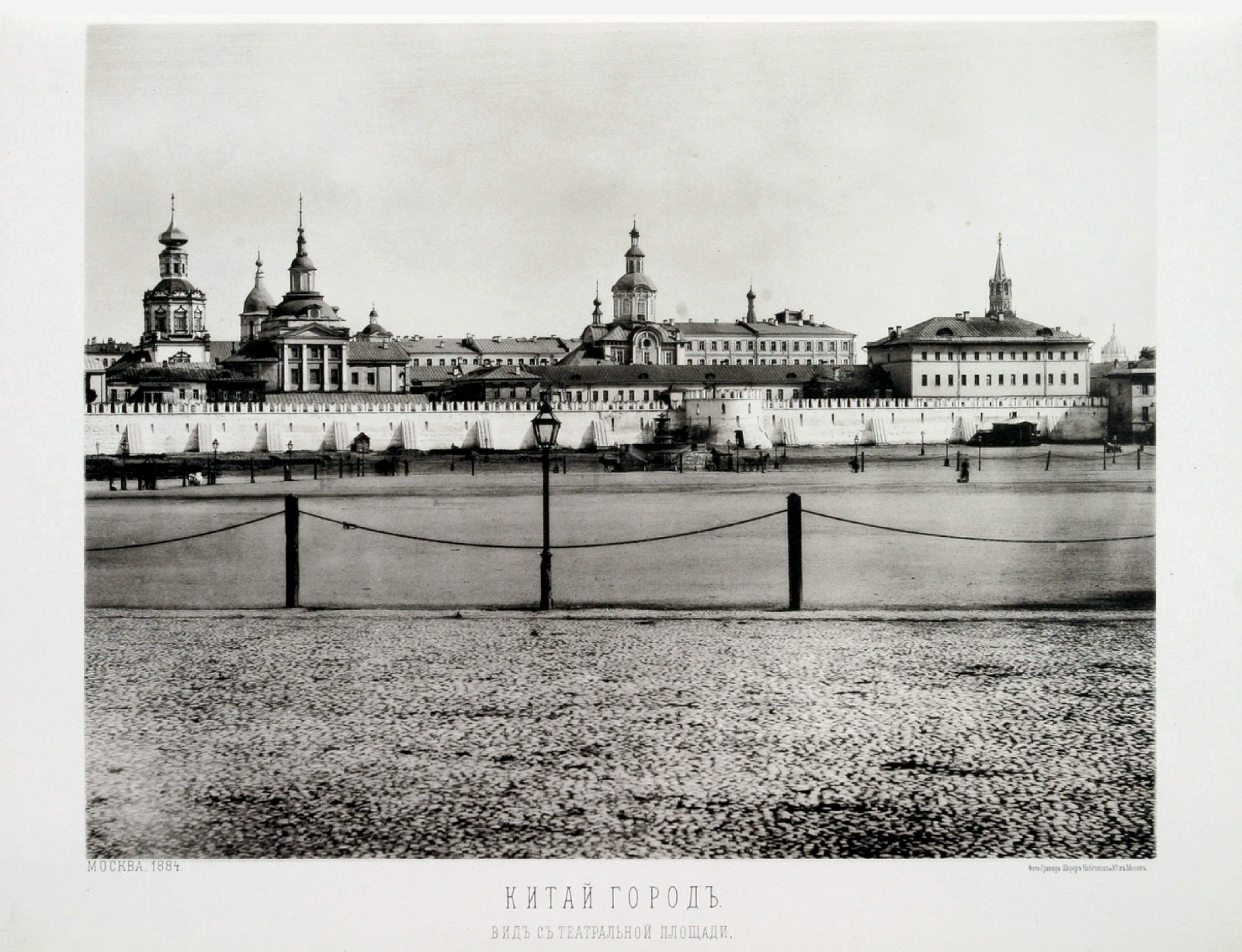
Вид на Никольский собор монастыря с Театральной пл., 1884

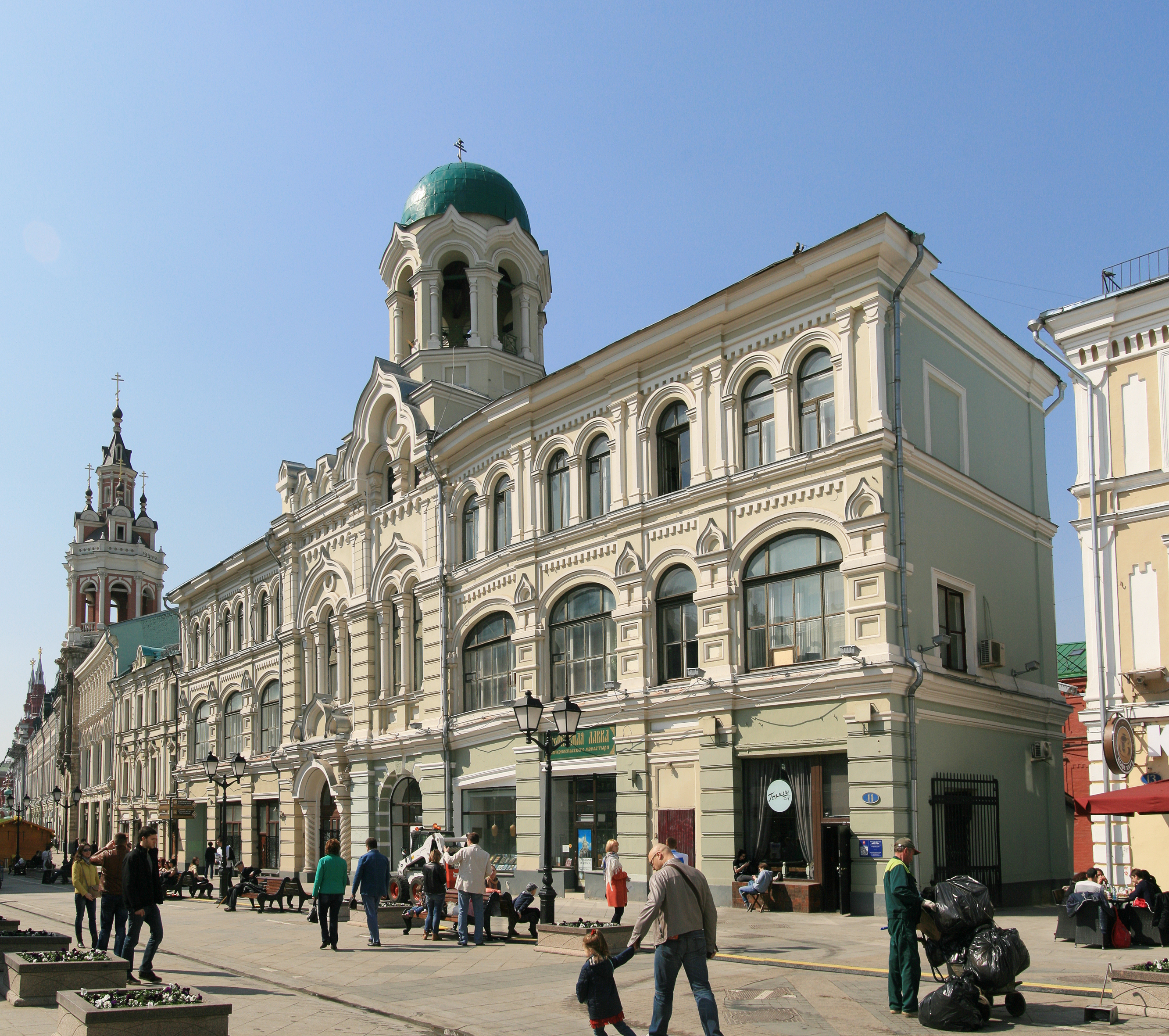
Доходный дом с колокольней Николо-Греческого монастыря, 2014 год

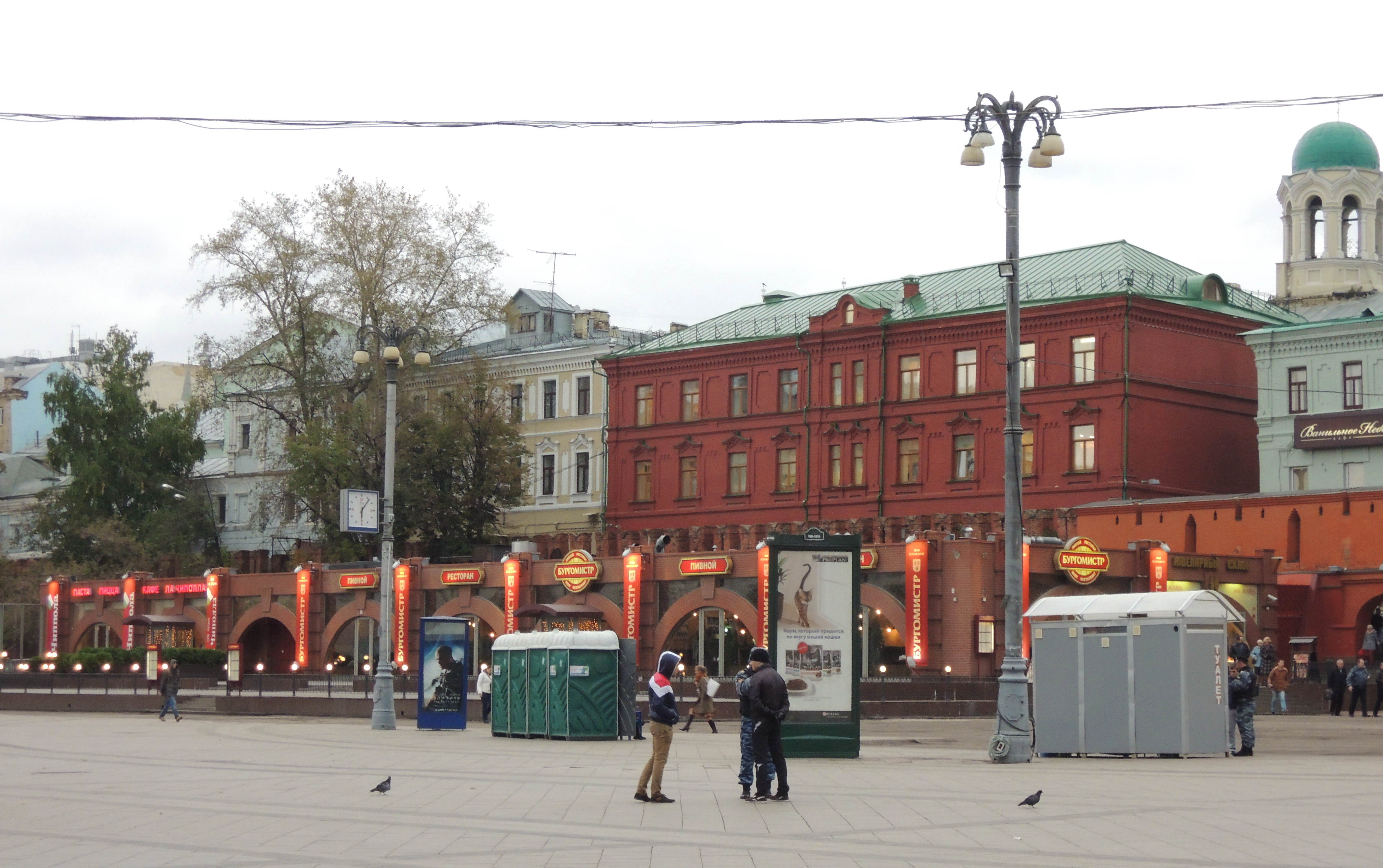
Бизнес-центр «Престиж на Никольской» — год постройки 1893—1895. Бывшие Монастырские склады Никольского-Греческого монастыря. Реконструирован в 2010 г. Вид с площади Революции

В начале XX века здания обители были полностью перестроены под руководством К. Ф. Буссе. В 1902 году на Никольской улице было выстроено огромное здание, которое одновременно являлось и часовней и колокольней.
В 1923 году Николо-Греческий монастырь был закрыт советскими властями и его помещения стояли опечатанные до 1935 года (библиотека монастыря, церковная утварь, иконы были частично уничтожены, а частично разворованы). Зимой 1935 года собор, включая захоронения, был снесен для постройки здания Народного комиссариата тяжелой промышленности СССР. Ещё в начале февраля 1935 года руководство Комитета охраны памятников при Президиуме ВЦИК Совета рабочих, крестьянских и красноармейских депутатов обратилась с письмом в Государственный исторический музей. В этом письме содержалась просьба, ввиду «происходящего сноса собора бывшего Греческого монастыря на Никольской улице» произвести «вскрытие находящихся там гробниц для изъятия музейных вещей и вывезти в литературный уголок нового кладбища бывшего Новодевичьего монастыря останки первого российского сатирика Антиоха Кантемира». На это письмо была наложена резолюция: «К сожалению, ваше обращение опоздало на месяц». Это означало, что все захоронения, в том числе и Кантемиров, были снесены к январю 1935 года и вывезены на свалку со строительным мусором.
Уцелевшие корпуса бывших келий заняли научные учреждения и различные мастерские с магазинами. Здание часовни с бывшей колокольней позднее передали Московскому историко-архивному институту.
В данный момент на месте собора газон. Все остальные постройки уцелели. В 2007 году появились проекты восстановления монастыря.